# YOLO
YOLO este un acronim de la You only live once care în traducere liberă înseamnă Trăiești doar o dată. Acest acronim este folosit mai ales în muzica și în cultura tinerilor. YOLO a fost popularizat de către cântărețul american Drake. El este deseori folosit cu un hashtag în față.